# Forgive Me
Forgive Me – utwór zawarty na amerykańskiej wersji debiutanckiego albumu brytyjskiej piosenkarki Leony Lewis zatytułowanym Spirit oraz na wersji " Spirit: Deluxe Edition", która została wydana 17 listopada 2008, jako reedycja albumu.
Jest to 4 singel artystki wydany w jej karierze.
Piosenkę skomponowali Aliaune "Akon" Thiam, Claude Kelly i Giorgio Tuinfort. Producentem utworu był Akon.

## Promowanie singla
Leona wykonała ten utwór 29 października 2008 roku podczas programu "National Lottery" oraz 31 października 2008 w "Good Morning Television".
Poza Wielką Brytanią wykonała ten utwór tylko we Włoszech podczas programu "TV show Carramba Che Fortuna" oraz w szwedzkiej edycji programu Idol.

## Format singla
Wielka Brytania CD single
1. "Forgive Me" (Single Mix)
2. "Myself" (Alonzo 'Novel' Stevenson/Graham N. Marsh/Justin E Boykin/Leona Lewis)

Niemcy Maxi CD
1. "Forgive Me" (Single Mix)
2. "Myself"
3. "Forgive Me" (Video)

Japonia Digital single
1. "Forgive Me" (Single Mix)

## Pozycja na listach
| Państwo         | Notowanie                  | Pozycja |
| --------------- | -------------------------- | ------- |
| Australia       | ARIA Charts                | 49      |
| Austria         | Singles Top 75             | 15      |
| Belgia          | Singles Top 50             | 26      |
| Bułgaria        | Singles Top 40             | 6       |
| Dania           | Singles Top 40             | 14      |
| Europa          | European Top 100 Billboard | 11      |
| Irlandia        | Ireland Singles Top 50     | 5       |
| Japonia         | Japan Hot 100              | 39      |
| Niemcy          | Germany Singles Top 100    | 15      |
| Szwajcaria      | Singles Top 100            | 12      |
| Szwecja         | Singles Top 60             | 7       |
| Turcja          | Top 20 Chart               | 5       |
| Wielka Brytania | Singles Top 75             | 5       |
| Włochy          | Singles Top 50             | 9       |
| Świat           | World Singles Top 40       | 28      |

## Historia wydania
| Państwo         | Data                 | Wytwórnia | Format                      |
| --------------- | -------------------- | --------- | --------------------------- |
| Australia       | 26 lipca 2008        | Sony BMG  | digital download            |
| Australia       | 31 października 2008 | Sony BMG  | single CD                   |
| Nowa Zelandia   | 26 lipca 2008        | Sony BMG  | digital download            |
| Szwecja         | 26 lipca 2008        | Sony BMG  | digital download            |
| Japonia         | 10 września 2008     | BMG Japan | digital download            |
| Europa          | 7 października 2008  | Sony BMG  | Radio                       |
| Europa          | 31 października 2008 | Sony BMG  | single CD, digital download |
| Irlandia        | 17 października 2008 | Sony BMG  | single CD, digital download |
| Wielka Brytania | 3 listopada 2008     | Syco      | single CD, digital download |